# マランツ
マランツ（Marantz）は1953年にアメリカ合衆国で創設された音響機器のブランド。インダストリアルデザイナーで電気技術者のソウル・バーナード・マランツが「マランツ・カンパニー」を設立し事業化したのが始まり。1964年にスーパースコープ社に売却され、さらに1980年にオランダのフィリップス社に売却された。現在は日本企業ディーアンドエムホールディングスの傘下で事業が継続されている。

## 沿革

### マランツ・カンパニー
インダストリアルデザイナーで電気技術者のソウル・バーナード・マランツが、1951年に友人のスタジオエンジニアからの依頼でプリアンプを製作。評判が良かったため妻と共に自宅で生産を開始。しかし400台もの受注を抱えたため1953年、「マランツ・カンパニー」を設立し事業化する。
初めての製品「Audio Consolette」は、当時乱立していた各社が提唱するフォノイコライザー特性を容易に切り替えられる他、テープモニタースイッチなども備えた多機能なプリアンプで、新たに制定されたフォノイコライザー特性RIAAカーブに対応した際に「model 1」と改称する。以降パワーアンプを主に担当するシドニー・スミス、FMチューナーを主に担当するリチャード・セクエラらのエンジニアを迎え、多くのハイエンド製品を送り出す。
特に1950年代末期に発売されたプリアンプの「model 7（7C）」、パワーアンプ「model 9」の2機種は日本でも特に有名で、その先進的な設計と美しいデザインは、真空管全盛時代のオーディオアンプを語る上で欠かすことの出来ない存在となっている。
しかしセクエラを中心としたFMチューナーの開発は一切の妥協を許さない姿勢から遅れに遅れ、発表から2年あまりを経て「model 10B」としてようやく生産を開始した1964年にはマランツ・カンパニーの資金が底を付いてしまい、ソウル・バーナード・マランツは今後25年間オーディオ機器関連の仕事をしない条件などと共にマランツ・カンパニーをスーパースコープ社へ売却した。

### スーパースコープ
1964年に資金難に陥ったマランツ・カンパニーをソウル・バーナード・マランツから買収。真空管アンプの雄であったマランツ製品をトランジスタアンプでも成功させ、積極拡大路線をとったスーパースコープ社は当時拡大していた低価格なレシーバー市場にも進出するため日本のメーカーに開発を依頼し1968年にスタンダード工業（当時）の試作機を採用して発売しマランツ・カンパニーをハイエンド製品の少量生産メーカーから世界規模の総合音響メーカーへ変貌させた。1975年にはスタンダード工業が日本マランツと商号変更し、STANDARDブランドに代わってSUPERSCOPEブランドを冠した音響製品も日本で展開した。しかし拡大路線が裏目に出た1980年に極度の資金難に陥ったスーパースコープ社はアメリカ合衆国、カナダ以外の地域でのマランツ製品の製造・販売権及び海外資産、拠点（日本マランツも含む）をオランダのフィリップス社に売却した。
1990年にはアメリカ合衆国、カナダにおけるマランツ製品の商標権・販売権もフィリップスに売却した。

### フィリップス
フィリップスは当時発売直前だったCDの普及を図る上で、電球など生活家電の印象が強いフィリップスとは別のブランドで製品を展開したい意向を持っていた。一方スーパースコープがその後約10年間に亘り本国である北米・カナダ地域のみでマランツブランド製品のビジネスを独自に継続したため、フィリップス傘下の日本マランツがフィリップス開発のCDプレーヤーにマランツのブランドで生産し、また最新のフィリップス製部品を数多く搭載した自社のCDプレーヤーを開発し、デジタルオーディオ分野での製品を展開。プロダクトデザインの分野では1989年頃から欧州製品を思わせるスマートなデザインの製品群を続々と発表。1990年代後半には10万円クラスのプリメインアンプに高さ110mmのスリムな筐体を採用したり、2000年代後半からはフロントパネルを縦に3分割し両サイドを奥行き方向にラウンドさせた独特な筐体デザインを採用したりしている。

### ディーアンドエムホールディングス
2001年に、日本マランツ（後のマランツコンシューマーマーケティング）はフィリップスの持株比率を49%とし傘下から独立し、グローバルでのマランツブランド製品の生産・販売権を獲得。その後、2002年にリップルウッド（現・RHJインターナショナル）主導により旧日本コロムビアのAV・メディア関連機器部門が分社されたデノン（後のデノンコンシューマーマーケティング）と新設持株会社への株式移転による経営統合を実施。さらに2005年4月1日付けでデノンと日本マランツは、親会社であるディーアンドエムホールディングスへ吸収合併となり、現在もマランツ事業はディーアンドエムホールディングス傘下で継続されている。